# زندگی بهتر از طریق شیمی
زندگی بهتر از طریق شیمی (به انگلیسی: Better Living Through Chemistry) یک فیلم کمدی-درام آمریکایی-بریتانیایی محصول سال ۲۰۱۴ به کارگردانی و نویسندگی دیوید پوزامنتیر و جف مور با بازی سم راکول، اولیویا وایلد، میشل موناهن، بن شوارتز، کن هاوارد، ری لیوتا و جین فوندا است. این فیلم در ۱۴ مارس ۲۰۱۴ در ایالات متحده منتشر شد.

## داستان
فیلم در مورد زندگی یکنواخت یک داروساز است. اما زمانی که او با زنی که یکی از مشتری‌هایش است، آشنا می‌شود اوضاع تغییر می‌کند…

## تولید
فیلمبرداری در می ۲۰۱۲ در آناپولیس آغاز شد. مدت زمان فیلمبرداری پنج هفته بود.

## بازخوردها
در راتن تومیتوز، این فیلم بر اساس بررسی‌های ۲۶ منتقد، ۲۲ درصد تأیید شده‌است.